# Пармиджано-Реджано
Пармиджано-Реджано (на италиански: Parmigiano-Reggiano) или накратко Пармезан е най-известното в света италианско сирене.
Нарича се така, защото произлиза само от региона Емилия-Романя: Парма, Реджо Емилия, Модена, а също така и от Болоня. Сиренето, изготвено зад пределите на региона, не може да използва запазената марка „пармезан“.
Пармезанът се отнася към твърдите сирена. Производството му започва ежегодно на 1 април и завършва на 11 ноември. След приготвянето му узрява в продължение на 36 месеца.
За производството на 1 килограм сирене са необходими 16 литра краве мляко.

## Етимология
Своето име (пармиджано реджано) сиренето получава по името на двата основни региона производители: Парма и Реджо-Емилия. Думата „пармезан“ е френски вариант на името (с това име е известно по цял свят).

## История
Производството на пармезан има почти хилядолетна история. Счита се, че изобретяването на оригиналната рецепта се дължи на монаси бенедиктинци, които търсели начин да открият сирене с голяма трайност. На първо място причина за популярността на това сирене била неговата дълготрайност.